# Formatos Netpbm
Los formatos Netpbm son unos formatos de imagen sin compresión, diseñados para ser extremadamente fáciles de comprender por humanos y por computadoras.

## Estructura
Todos los formatos Netpbm comparten una estructura similar:
```
NÚMERO MÁGICO
# COMENTARIOS
ANCHO ALTO
MAXVAL
DATOS_DE_PIXELES
```

## Subformato binario y ASCII
Todos los formatos de dividen en 2 subformatos: ASCII y binario. El formato binario es legible por humanos y computadoras, los números que se utilizan es el 0 y 1. El formato ASCII es legible por computadoras, es más compacto que el anterior.

## Números mágicos
| Tipo             | Número mágico | Número mágico | Extensión | Colores                                                                                   |
| Tipo             | ASCII (plano) | Binary (raw)  | Extensión | Colores                                                                                   |
| ---------------- | ------------- | ------------- | --------- | ----------------------------------------------------------------------------------------- |
| Mapa de bits     | P1            | P4            | .pbm      | 0–1 (blanco & negro)                                                                      |
| Escala de grises | P2            | P5            | .pgm      | 0–255 (escala de grises), 0–65535 (escala de grises), variable, rango del negro al blanco |
| Mapa de pixeles  | P3            | P6            | .ppm      | 16777216 (0–255 para cada RGB canal), con soporte para 0-65535 por canal                  |

- Datos: Q17154458
- Multimedia: Netpbm formats / Q17154458